# Ugandasångare
Ugandasångare (Phylloscopus budongoensis) är en fågel i familjen lövsångare inom ordningen tättingar. Den förekommer i bergsskogar i Centralafrika.

## Utseende och läte
Ugandasångaren är en liten och aktiv sångare, med grön ovansida, grå undersida och ett tydligt ljust ögonbrynsstreck. Arten är lik flera andra genomflyttande sångare, framför allt lövsångaren, men har gråare undersida, ljusare strupe och gulaktig undergump. Sången består av en snabb serie med olika ljusa toner.

## Utbredning och systematik
Fågeln förekommer i skogar från Gabon till nordöstra Kongo-Kinshasa, Uganda och västra Kenya. Den behandlas som monotypisk, det vill säga att den inte delas in i några underarter.

### Släktestillhörighet
DNA-studier visar att släktet Phylloscopus är parafyletiskt gentemot Seicercus. Dels är ett stort antal Phylloscopus-arter närmare släkt med Seicercus-arterna än med andra Phylloscopus (däribland ugandasångare), dels är inte heller arterna i Seicercus varandras närmaste släktingar. Olika taxonomiska auktoriteter har löst detta på olika sätt. De flesta expanderar numera Phylloscopus till att omfatta hela familjen lövsångare, vilket är den hållning som följs här. Andra flyttar bland andra ugandasångare till ett expanderat Seicercus.

## Status och hot
Arten har ett stort utbredningsområde och en stor population, men tros minska i antal till följd av habitatförstörelse, dock inte tillräckligt kraftigt för att den ska betraktas som hotad. Internationella naturvårdsunionen IUCN kategoriserar därför arten som livskraftig (LC). Världspopulationen har inte uppskattats men den beskrivs som vanlig i skogsområdet Kakamega i Kenya, men ovanlig till frekvent förekommande på andra ställen.